# Gábor Torma
Gábor Torma (Dunaújváros, 1º agosto 1976) è un ex calciatore ungherese, di ruolo attaccante.

## Palmarès

### Club

#### Competizioni nazionali
- Coppa dei Paesi Bassi: 1

Roda JC: 1999-2000